# الف
اَلِف، اولین حرف در همه زبان‌ها از جمله الفبای فارسی، الفبای عربی، الفبای عبری، الفبای شغنانی و سایر ابجدهای استفاده‌شده توسط زبان‌های سامی است. این حرف در زبان فارسی، آغازگر بسیاری از اسم هاست.
- در الفبای فارسی و الفبای عربی: ا و آ
- در الفبای ایرانیک: u ( اَ )
 ɑ ( آ )[۱]

## الفبای عربی-فارسی
این شکل الفبایی هم در نقش یکی از حروف واکهٔ بلند (مصوت بلند) است که گاه به صورت (ا) در کلماتی چون: آب، باد و دریا است. و هم در نقش تلفظ همزه به کمک حرف‌های واکه به کار می‌رود، مانند: اَبر، اِنسان و اُستاد (با حروف واکه کوتاه فتحه - کسره و ضمّه) و مانند: آب (الف اول در اصل=ااب)، او، این (با حروف واکه بلند) است.
در لغتنامه‌ها «ا.» مخفف اسم است.
| شكل حرف | شكل حرف | شكل حرف | شكل حرف | شكل حرف |
| جدا     | آغازی   | میانی   | پایانی  |         |
| ا       | ا       | ـا      | ـا      |         |
| ------- | ------- | ------- | ------- | ------- |

- الگو:حروف الفبا

### الف مددار

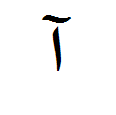

آ یا الف مَددار (به عربی: ألف ممدودة) است که آن را با همزه یا الف یکی می‌شناسند، اما در حقیقت حرفِ جداگانه‌ای است. این حرف تغییر شکل‌یافتهٔ حرف عبری א است.
این نشانه با نام‌های مختلفی معرفی شده است، از جمله:
- الف لینه[۲]
- الف ممدوده[۳]
- مدِّ روی الف (آیِ با کلاه (در بین مردم))[۴]

در فرهنگ معین در آغاز فصل «آ، ا» نوشته شده است: « «آ» و «ا» را در الفبای فارسی یک حرف به‌حساب آورند، اما درحقیقت دو حرف جداگانه‌اند،...» در لغت‌نامهٔ دهخدا نیز آمده است: «آ. (حرف) الف لیّنه، مقابل همزه یا الف متحرکه، حرف اول است از حروف هجا، و در حساب جُمَّل آن را به «یک» دارند.». اما این نشانه درحقیقت ترکیبی از دو حرف از الفبای فارسی است: «ا» به‌عنوان صامت که شکلی از اَشکال همزه است، و «ا» که مصوت بدون نامی است از مصوت‌های شش‌گانهٔ خط فارسی.
اما به‌اشتباه در دستور خطّ فارسی مصوب فرهنگستان زبان و ادب فارسی، در «جدول ۱. نشانه‌های خطّ فارسی، نشانه‌های اصلی»، سی‌وسه نشانه معرفی شده است و این نشان «آ» جزو نشانه‌های سی‌وسه‌گانه‌ای که الفبای فارسی را تشکیل می‌دهند آورده شده است.

#### تبدیلات
تمام مطالب این بخش از لغت‌نامهٔ دهخدا، مادهٔ «آ»، نقل شده است؛ مگر آن‌که از منبع دیگری نام برده شده باشد.
- در اول بعضی از واژه‌ها به صامت همزه و مصوت زبر (همزهٔ مفتوحه) تبدیل می‌شود؛ مانند: «آفسانه» و «اَفسانه»؛

| به پیش خلق، شب و روز بر مناقبِ توست |  | مدارِ قصه و تاریخ و آفسانهٔ من |
|                                    |  | (سیف اسفرنگی)                |

| ده روزه مهر گردون افسانه است افسون |  | نیکی به‌جای یاران فرصت شمار، یارا! |
|                                    |  | (حافظ)                            |

- در میان بعضی از واژه‌ها نیز به صامت همزه و مصوت زبر (همزهٔ مفتوحه) تبدیل می‌شود؛ مانند: «آشمیدن» و «آشامیدن»، یا «آرمیدن» و «آرامیدن»؛

| دد و دام و هر جانور کش بدید |  | ز گیتی به نزدیک او آرمید |
|                             |  | (فردوسی)                 |

- در بعضی از واژه‌ها از اول واژه حذف می‌شود، اما معنای واژه تغییر نمی‌کند؛ مانند: «آلاله» و «لاله».
- در واژهٔ «ایمن»، «آ» که در عربی در آغاز واژهٔ «آمن» وجود دارد، به «ای‍» تبدیل شده است.

| نوروز روزگار نشاط است و ایمنی |  | پوشیده ابر دشت به دیبای ارمنی. |
|                               |  | (منوچهری)                      |

- در ترکیب با بعضی از واژه‌ها «همزهٔ» آن حذف می‌شود و فقط مصوت باقی می‌مانَد، مانند: «شاداب».[۹]

#### نقش دستوری
- به عنوان پیشوند بعضی از فعل‌ها و اسم‌ها را به معنای مقابلش تبدیل می‌کند. مانند: «هو» که به معنای «خوب» است و «آهو» که به معنای «ناخوب» و «بد» یا «سغده» سوخته و «آسغده» به معنی ناسوخته یا نیم‌سوخته.

| دگر گفت بد چیست بر پادشا   |  | کزو تیره گردد دل پارسا    |
| چنین داد پاسخ که بر شهریار |  | خردمند گوید که آهوست چار. |
|                            |  | (فردوسی)                  |

- در گویش مردم، پیش از اسم یا یکی از انواع صفت فاعلی قرار می‌گیرد و جنبهٔ احترام یا مزاح یا تحقیر و توهین دارد. مانند: «آمیرزا»، «آشیخ هادی» و «آمیز قلمدون».[۱۰]
- در کتاب فرهنگ واژه‌های اوستا این حرف یعنی الف جزو واژه‌های اوستای است. [۱۱]